# Flere paa Traaden
Flere paa Traaden er en amerikansk stumfilm fra 1920 af Hal Roach.

## Medvirkende
- Harold Lloyd
- Mildred Davis
- Roy Brooks
- Sammy Brooks
- William Gillespie
- Wallace Howe
- Mark Jones
- Gaylord Lloyd
- Ernie Morrison
- Hal Roach
- Charles Stevenson